# Младен Ђуревић
Младен Ђуревић (Сарајево, 18. новембар 1976) је српски политичар, начелник општине Вишеград од 2016. године. Симпатизер је СНСД-а од оснивања, а активан члан од 2006. године. У периоду од 2008-2012. године био је одборник СНСД-а, потпредсједник ОО СНСД-а Вишеград и предсједник мјесног одбора. Учествовао је активно у седам изборних циклуса и био носилац активности Изборног штаба СНСД-а у Вишеграду.

## Биографија
Рођен је 18. новембра 1976. године у Сарајеву. Након завршене основне школе у Сарајеву, завршава средњу геодетску школу у Београду, а потом и студије геодезије дипломиравши 2000. године. Тренутно живи у Вишеграду. Ожењен је, отац једног дјетета.